# Chi Bông phấn
Chi Bông phấn (danh pháp khoa học: Mirabilis) là một chi thực vật có hoa trong họ Nyctaginaceae, được biết đến như là bông phấn, với các tên gọi trong tiếng Anh là four-o'clocks (bốn giờ) hay umbrellaworts (cỏ dù). Loài được biết đến nhiều nhất có lẽ là Mirabilis jalapa, được trồng tại Việt Nam với tên gọi bông phấn.
Chi này chứa các loài cây thân thảo, chủ yếu được tìm thấy tại châu Mỹ. Một số loài tạo thành các rễ củ cho phép chúng sống lâu năm qua các mùa khô và lạnh. Chúng có hoa nhỏ với họng sâu, thường rất thơm.
Mặc dù được biết đến như là các loại cây cảnh, nhưng ít nhất 1 loài là mauka (M. expansa) được trồng làm thực phẩm dưới dạng rau ăn củ.

## Phân loại
Chi Mirabilis được Carl Linnaeus thiết lập năm 1753 trong Species Plantarum, quyển 1, trang 177. Loài điển hình là Mirabilis jalapa. Tên chi Mirabilis bắt nguồn từ tiếng Latinh mirabilis có nghĩa là diệu kì.
Chi Mirabilis thuộc về tông Nyctagineae của họ Nyctaginaceae.
Năm 1934 Anton Heimerl chia chi Mirabilis làm 6 tổ:
- Tổ Mirabilis: Chứa khoảng 10 loài từ tây nam Hoa Kỳ tới Mexico và bắc Trung Mỹ.[5]
- Tổ Mirabilopsis Heimerl: Chỉ chứa 1 loài từ tây nam Hoa Kỳ tới miền bắc Mexico.[6]
- Tổ Oxybaphoides A.Gray: Chứa khoảng 17 loài từ tây nam Hoa Kỳ tới miền bắc Mexico, tại Nam Mỹ và Nam Á.[7]
- Tổ Oxybaphus (L'Heritier ex Willdenow) Heimerl: Chứa khoảng 25 loài từ tây nam Hoa Kỳ qua Mexico và Trung Mỹ tới Nam Mỹ.[8]
- Tổ Paramirabilis Heimerl
- Tổ Quamoclidion (Choisy) A.Gray: Chứa khoảng 6 loài từ tây nam Hoa Kỳ tới miền bắc Mexico.[9]

## Các loài
- Mirabilis aggregata (Ortega) Cav.
- Mirabilis albida (Walter) Heimerl
- Mirabilis alipes (S.Watson) Pilz
- Mirabilis austrotexana B.L. Turner
- Mirabilis bigelovii A. Gray
- Mirabilis californica A. Gray
- Mirabilis campanulata Heimerl
- Mirabilis ciliatifolia (Weath.) Standl.
- Mirabilis coccinea (Torr.) Benth. & Hook.f.
- Mirabilis collina Shinners
- Mirabilis comata (Small) Standl.
- Mirabilis decipiens (Standl.) Standl.
- Mirabilis donahooiana Le Duc
- Mirabilis dumetorum Shinners
- Mirabilis elegans (Choisy) Heimerl
- Mirabilis expansa (Ruiz & Pav.) Standl.
- Mirabilis gigantea (Standl.) Shinners
- Mirabilis glabra (S. Watson) Standl.
- Mirabilis glabrifolia (Ortega) I.M. Johnst.
- Mirabilis glandulosa (Standl.) W.A. Weber
- Mirabilis gracilis (Standl.) Le Duc
- Mirabilis grandiflora (Standl.) Standl.
- Mirabilis greenei S.Watson
- Mirabilis himalaica (Edgew.) Heimerl. Loài này là duy nhất thuộc chi Mirabilis nằm ngoài khu vực châu Mỹ và không có quan hệ họ hàng gần với các tổ Oxybaphoides và Oxybaphus như gợi ý trước đây mà dường như tạo thành nhánh quan hệ gần với tổ Quamoclidion nghĩa hẹp.[10]
- Mirabilis hintoniorum Le Duc
- Mirabilis hirsuta (Nutt.) MacMill.
- Mirabilis intercedens Heimerl
- Mirabilis jalapa L. - Bông phấn.
- Mirabilis laevis (Benth.) Curran
- Mirabilis latifolia (A. Gray) Diggs, Lipscomb & O'Kennon
- Mirabilis linearis (Pursh) Heimerl
- Mirabilis longiflora L.
- Mirabilis longipes (Standl.) Standl.
- Mirabilis macfarlanei Constance & Rollins
- Mirabilis melanotricha (Standl.) Spellenb.
- Mirabilis microchlamydea (Standl.) Standl.
- Mirabilis multiflora (Torr.) A.Gray
- Mirabilis nesomii B.L. Turner
- Mirabilis oaxacae Heimerl
- Mirabilis oblongifolia (A. Gray) Heimerl
- Mirabilis odorata L.
- Mirabilis oligantha (Standl.) Standl.
- Mirabilis ovata (Ruiz & Pav.) Meigen
- Mirabilis oxybaphoides (A.Gray) A.Gray
- Mirabilis polonii Le Duc
- Mirabilis polyphylla (Standl.) Standl.
- Mirabilis pringlei Weath.
- Mirabilis prostrata (Ruiz & Pav.) Heimerl
- Mirabilis pudica Barneby
- Mirabilis pulchella Standl. & Steyerm.
- Mirabilis pumila (Standl.) Standl.
- Mirabilis rotundifolia (Greene) Standl.
- Mirabilis russellii Le Duc
- Mirabilis sanguinea Heimerl
- Mirabilis suffruticosa (Standl.) Standl.
- Mirabilis tenuiloba S. Watson
- Mirabilis texensis (J.M. Coult.) B.L. Turner
- Mirabilis triflora Benth.
- Mirabilis urbani Heimerl
- Mirabilis violacea (L.) Heimerl
- Mirabilis viscosa Cav.[11]
- Mirabilis watsoniana Heimerl
- Mirabilis weberbaueri Heimerl
- Mirabilis wrightiana A. Gray ex Britton & Kearney